# Julie Payette
Julie Payette OC CQ (Montreal, 28 oktober 1963) is een Canadees ingenieur en ruimtevaarder van het Canadian Space Agency (CSA). Vanaf 2 oktober 2017 tot 21 januari 2021 was Payette gouverneur-generaal van Canada en daarmee vertegenwoordiger van de Canadese Kroon.

## Opleiding
In 1982 behaalde ze een International Baccalaureate diploma aan het Atlantic College in Zuid-Wales (Groot-Brittannië). Hierna behaalde ze in 1986 cum laude haar Bachelor of Engineering aan de McGill-universiteit in Montreal. In 1990 behaalde ze haar Master of Applied Science aan de Universiteit van Toronto.
Ze werkte bij IBM op het communications and science department van het onderzoekslaboratorium in Zürich, Zwitserland. Tevens deed ze onderzoek naar spraakherkenning bij telecommunicatiebedrijf Bell-Northern Research. Payette spreekt, naast vloeiend Engels en Frans, ook Russisch, Spaans, Duits en Italiaans.

## CSA-carrière
Payette werd in juni 1992, uit een groep van 5330 kandidaten, samen met drie anderen uitgekozen om de basistraining voor astronauten te gaan volgen bij het Canadian Space Agency. Ze werkte vervolgens als technisch adviseur voor het Mobile Servicing System, beter bekend onder de naam Canadarm2. Een toekomstige geavanceerde robotarm voor het Internationaal ruimtestation ISS.
In 1993 startte Payette de Human-Computer Interaction Group bij het Canadese astronautenprogramma. Ze werkte vervolgens als technisch specialist bij de NAVO voor de International Research Study Group voor speech processing.
Ter voorbereiding op een toekomstige ruimtereis behaalde ze een vliegbrevet. In augustus 1996 begon ze aan haar opleiding tot missiespecialist op het Johnson Space Center. In het voorjaar van 1998 rondde ze deze training af.
Payette vloog missie STS-96 met Space Shuttle Discovery van 27 mei tot 6 juni 1999. Tijdens deze vlucht werd voor het eerst een handmatige koppeling van een spaceshuttle aan het ISS uitgevoerd. Er werd 4 ton aan bevoorrading afgeleverd. Payette was tijdens deze vlucht onder andere verantwoordelijk voor de bediening van de robotarm van de shuttle. Ze was de eerste Canadees aan boord van het ISS.
Ze werkte vervolgens als Chief Astronaut voor het CSA. Ook was ze CAPCOM (eerste aanspreekpunt tijdens een ruimtemissie) in het Mission Control Center in Houston tijdens missie STS-114 en als lead CAPCOM tijdens missie STS-121. Payette bezocht het ISS voor de tweede keer als Missie Specialist aan boord van Space Shuttle Endeavour tijdens missie STS-127 van 15 tot 31 juli 2009. Tijdens deze missie waren er voor het eerst twee Canadezen tegelijkertijd in de ruimte. De andere was Robert Thirsk, die op dat moment deel uitmaakte van ISS Expeditie 20.

## Gouverneur-generaal
Op 2 oktober 2017 volgde ze David Johnston op als gouverneur-generaal van Canada.
Julie Payette trad af op 21 januari 2021 na beschuldigingen van slechte behandeling van haar personeel.

## Trivia
- Payette is ridder in de Nationale Orde van Quebec en officier in de Orde van Canada.
- Ze was een van de dragers van de Olympische vlag tijdens de openingsceremonie van de Olympische Winterspelen 2010.

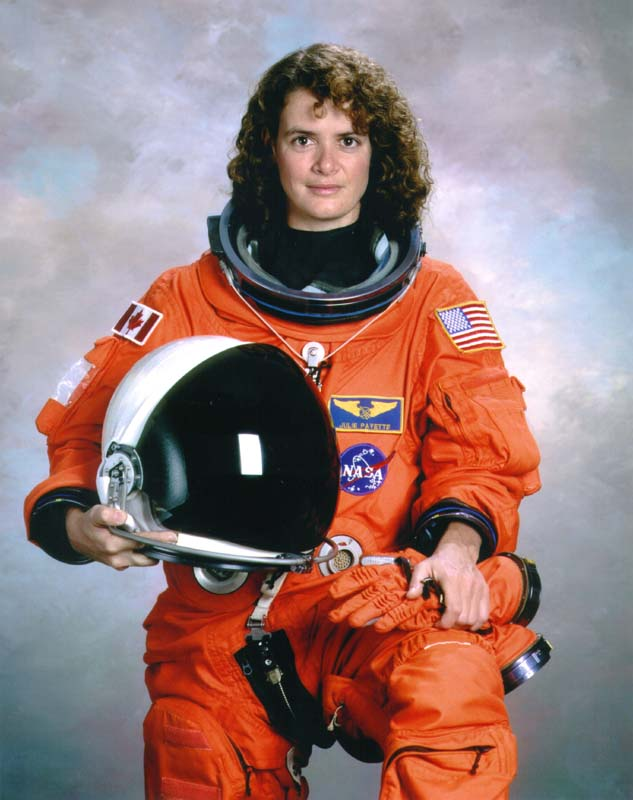
Julie Payette als missiespecialist voor STS-96 (1999)
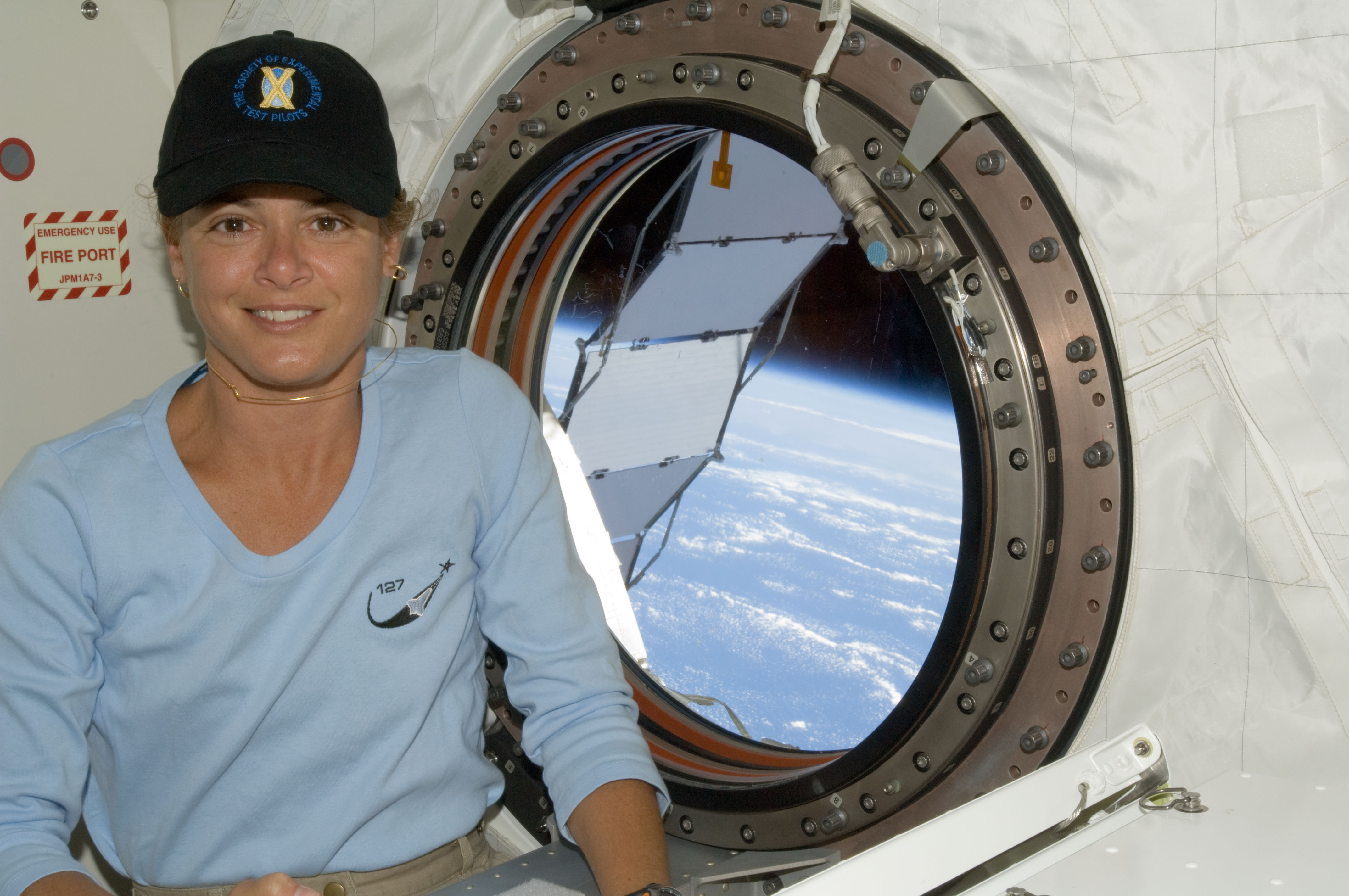
Payette in het Japanse Kibo laboratorium aan boord van het ISS tijdens STS-127 (2009)
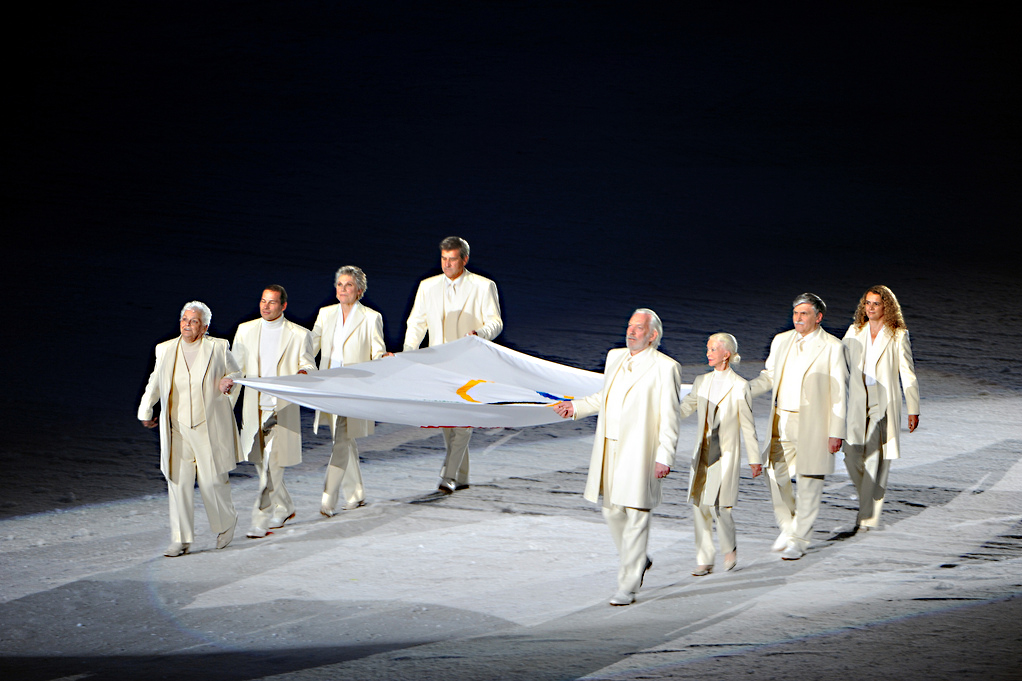
Payette (rechtsachter) draagt de Olympische vlag tijdens de openingsceremonie van de Olympische Winterspelen 2010